# Polydesmus scaber
Polydesmus scaber är en mångfotingart som beskrevs av Perty 1833. Polydesmus scaber ingår i släktet Polydesmus och familjen plattdubbelfotingar. Inga underarter finns listade i Catalogue of Life.